# 1815 w muzyce
Wydarzenia muzyczne w 1815 roku.

## Wydarzenia
- 5 stycznia – w neapolitańskim Teatro del Fondo miała miejsce premiera opery La gioventù di Enrico quinto Ferdinanda Hérolda[1][2]
- 25 stycznia – w Wiedniu odbył się ostatni publiczny występ grającego na fortepianie Ludwiga van Beethovena[1][2]
- 19 lutego – w Wiedniu odbyła się premiera „Koncertu skrzypcowego No. 7, op. 38” Louisa Spohra[1][2]
- 6 maja – Niccolò Paganini zostaje aresztowany w Genui. Jest oskarżony o uprowadzenie i "nadużywanie niewinności" Angioliny Cavanny – 17-letniej córki ubogiego krawca[1][2]
- 26 sierpnia – w Monachium odbyła się premiera „Kwintetu klarnetowego, op.34” Carla von Webera[1][2]
- 29 września – w wiedeńskim Waisenhaus miała miejsce premiera „Namensfeier für Franz Michael Vierthaler, D.294” Franza Schuberta[1][2]
- 4 października – w neapolitańskim Teatro San Carlo miała miejsce premiera opery Elżbieta, królowa Anglii Gioacchina Rossiniego[1][2]
- 18 października – w Pradze odbyła się premiera „Lieb und Versöhnen”, J.186 oraz J.187 Carla von Webera[1][2]
- 3 listopada – w Mikulovie odbyła się premiera „Salve Regina D-dur” Antonia Salieriego[1][2]
- 11 listopada – w Pradze odbyła się premiera „Was stürmet die Haide herauf?”, J.189, op.47/3 Carla von Webera[1][2]
- 22 grudnia – w Pradze odbyła się premiera kantaty „Kampf und Sieg . J 190”, op.44 Carla von Webera[1][2]
- 25 grudnia – w wiedeńskiej Redoutensaal miała miejsce premiera kantaty „Mer calme et heureux voyage”, op.112 Ludwiga van Beethovena[1][2]
- 26 grudnia – w rzymskim Teatro Valle miała miejsce premiera opery Torvaldo i Dorliska Gioacchina Rossiniego[1][2]

## Urodzili się
- 13 lutego – Rosine Stoltz, francuska śpiewaczka operowa (mezzosopran) (zm. 1903)
- 4 marca – Mychajło Werbycki, ukraiński ksiądz greckokatolicki, działacz społeczny, autor muzyki do pieśni „Szcze ne wmerła Ukrajina”, hymnu narodowego Ukrainy (zm. 1870)
- 8 marca – Jean-Delphin Alard, francuski skrzypek (zm. 1888)
- 14 marca – Josephine Lang, niemiecka kompozytorka muzyki klasycznej (zm. 1880)
- 30 marca – Wincenty Studziński, polski skrzypek i kompozytor (zm. 1854)
- 6 kwietnia – Robert Volkmann, niemiecki kompozytor (zm. 1883)
- 12 kwietnia – Henry Hugh Pierson, angielski kompozytor (zm. 1873)
- 28 czerwca – Robert Franz, niemiecki kompozytor (zm. 1892)
- 14 sierpnia – Stefan Łodwigowski, polski pianista i kompozytor (zm. 1895)
- 4 września – Józef Władysław Krogulski, polski kompozytor, pianista, dyrygent chóralny i pedagog muzyczny (zm. 1842)
- 8 września – Giuseppina Strepponi, włoska śpiewaczka operowa (sopran) (zm. 1897)
- 9 września – Johann Gottfried Piefke, niemiecki twórca muzyczny, kapelmistrz i kompozytor muzyki wojskowej (zm. 1884)
- 17 września – Halfdan Kjerulf, norweski kompozytor (zm. 1868)
- 15 października – Moritz Brosig, niemiecki muzyk, śląski organista i kompozytor (zm. 1887)
- 17 grudnia – Gustave-Hippolyte Roger, francuski śpiewak operowy (tenor) (zm. 1879)
- 25 grudnia – Temistocle Solera, włoski kompozytor i librecista (zm. 1878)

## Zmarli
- 15 stycznia – Emma, lady Hamilton, angielska tancerka (ur. 1765)
- 29 stycznia – Johann Christoph Kaffka, niemiecki kompozytor, skrzypek, śpiewak i aktor (ur. 1759)
- 8 kwietnia – Jakub Jan Ryba, czeski kompozytor i pedagog (ur. 1765)
- 21 maja – Roman Hoffstetter, niemiecki kompozytor (ur. 1742)
- 28 listopada – Johann Peter Salomon, niemiecki skrzypek, kompozytor, dyrygent oraz impresario muzyczny (ur. 1745)

## Muzyka poważna
- 10 marca – w wiedeńskim „Wiener Zeitung” opublikowano „6 Polonoises favorites, op.70” Johanna Nepomuka Hummla[1][2]